# كيسي ماكي
كيسي ماكي (بالإنجليزية: Casey McKee)‏ هو رسام أمريكي، ولد في 1976 في فينيكس في الولايات المتحدة.

## وصلات خارجية
- الموقع الرسمي